# جميس هنري
جميس هنري (بالإنجليزية: James Henry)‏ (20 مارس 1991 في جمهورية أيرلندا - ) هو لاعب كرة قدم أيرلندي في مركز الوسط. لعب مع ديري سيتي.

## وصلات خارجية
- جميس هنري على موقع قاعدة بيانات كرة القدم.إي يو (الإنجليزية)